# Ducados na Inglaterra
Os ducados só na moderna Inglaterra são os de Cornwall e Lancaster. Ao contrário de ducados históricos, estes não são mais coextensivos com uma área geográfica distinta, embora sejam, de origem, condados palatinos de Cornwall e Lancaster. Pelo contrário, são "Corpos da Coroa", regulados por leis do Parlamento, que possuem alguns dos poderes de uma corporação ou truste. Eles investem primeiramente em terras, cuja renda é devida ao monarca ou ao filho mais velho deste.
O Ducado de Cornwall atualmente possui cerca de 141.000 acres (c. 570,61 km²) na Inglaterra. Isso inclui pouco mais de 2% do condado de Cornwall. A maioria do espólio está em outro lugar, sendo metade em Dartmoor em Devon. A renda do Ducado de Cornwall reverte para o Duque de Cornwall, que é o filho mais velho do monarca, condição do herdeiro do trono (e, portanto, atualmente, o Príncipe de Gales).  A propriedade relatou um lucro de mais de  £7,800,000 para o exercício findo em 31 março de 2002.
O Ducado de Lancaster possui aproximadamente 46.500 acres (c. 188,18 km2), incluindo o Castelo de Lancaster; e é administrado por um chanceler. O Chanceler do Ducado de Lancaster é normalmente um membro do gabinete britânico. A renda do Ducado de Lancaster reverte a favor do Duque de Lancaster, um título que tem sido usado pelo monarca reinante desde 1413.